# Luke Rides Roughshod
Luke Rides Roughshod é um curta-metragem norte-americano de 1916, do gênero comédia, estrelado por Harold Lloyd.

## Elenco
- Harold Lloyd - Lonesome Luke
- Snub Pollard - (como Harry Pollard)
- Bebe Daniels
- Billy Fay
- Fred C. Newmeyer
- A.H. Frahlich
- Sammy Brooks
- Eva Thatcher - (como Evelyn Thatcher)
- Rose Mendel
- Ben Corday
- Dee Lampton
- C.A. Self
- L.A. Gregor
- Ray Wyatt
- C. Spikeman
- Minna Browne
- F. Ward
- L. McCormack
- H. Minneshaw
- Clifford Silsby
- H. Granger
- Charles Stevenson - (como Charles E. Stevenson)